# Argentijnse avonden
 Argentijnse avonden  is een historisch verslag van de Nederlandse schrijfster Carolijn Visser uit 2012 over het leven van Nederlandse emigranten in Argentinië. De twee hoofdpersonen zijn:
- Rinus van Mastrigt. Geboren november 1913. Kruidenierszoon, timmerman en bouwkundige. Om aan de werkeloosheid in vooroorlogs Nederland te ontsnappen, pakte hij zijn fiets en reed op 26 november 1937 naar Batavia. Hij scheidt van zijn echtgenote na terugkomst in 1945 uit Japanse krijgsgevangenschap. Hij treft haar aan  in bed met een Amerikaanse soldaat. Via Rotterdam emigreert hij naar Argentinië.
- Ida van Mastrigt. Geboren 9 november 1939 te Batavia. Dochter van Rinus en Ida de Mars. Sinds 1977 Honorair consul  van Nederland in Argentinië. Zij kwam net als haar vader uiteindelijk in 1950 in Argentinië terecht. Ze heeft een zus Miep die op 16 oktober 1940 in Batavia werd geboren. Er duikt ook nog  een halfzusje Len op uit 1947. Ze trouwt met en scheidt later van Huib Groenenberg. Van hem krijgt ze 4 kinderen, Eddie, Marina, Jaap en Rob.

Het boek bevat naast de tekst tevens een aantal pagina’s met historische foto’s. 

## Titelverklaring
“In Nederland zou op dit uur de avond al bijna voorbij zijn. Hier moet de avond nog beginnen”  (Ida in 2005 op het Argentijnse strand)

## Verhaal

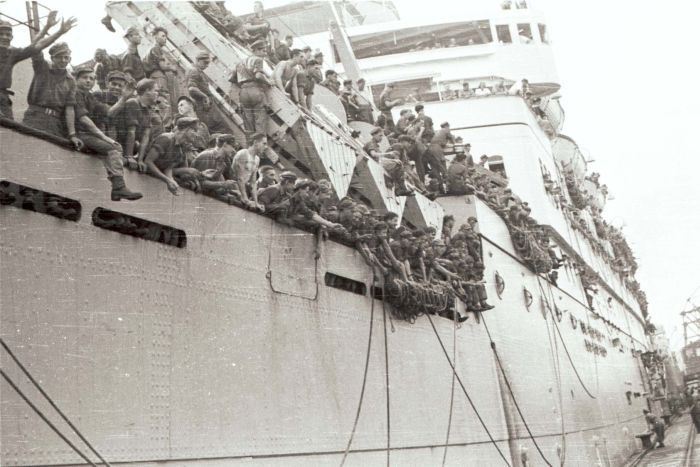
Troepenschip Boissevain in de haven van Tanjung Priok, 1946

Op 26 november 1937 pakt Rinus van Mastrigt zijn fiets en vertrekt richting Batavia. Hij laat zijn ouders achter in hun kruidenierszaak aan de Zwarte Janstraat te Rotterdam. Zelf fietsen  was de enige mogelijkheid om de reis Rotterdam-Batavia te betalen. Rinus was afgestudeerd bouwkundige, maar kon geen werk op zijn niveau vinden in het door de crisis geteisterde Nederland. Ondanks vele moeilijkheden en grensformaliteiten bereikt hij met enige vertraging Singapore. Daar wordt hij bijna een half jaar lang verpleegd in een ziekenhuis wegens een levensbedreigende trombose. De situatie is zo ernstig dat zijn verloofde Ida de Mars het vliegtuig pakt en net op tijd is om zijn langzame herstel mee te maken. Uiteindelijk belanden ze samen in Batavia waar ze op 15 maart 1939 trouwen. Op 9 oktober dat jaar wordt Ida geboren, op 16 oktober 1940 Miep. Rinus werkt naar volle tevredenheid bij het bouwbedrijf De Associatie. 
Met de aanval op Pearl Harbor op 7 december 1941 verandert de situatie. Rinus verliest al spoedig het contact met vrouw en dochters en belandt in Japans krijgsgevangenschap in de kopermijnen van Niihama. Op 6 augustus 1945 hoort hij een oorverdovende klap en ziet aan de andere kant van de Japanse Binnenzee de paddenstoelwolk boven het 100km verder gelegen Hiroshima verrijzen. Amerikaanse vliegtuigen gooien vervolgens voedselpakketten boven de kampen uit en miljoenen krijgsgevangenen wordt zo het leven gered. Rinus keert uiteindelijk terug in Batavia waar hij zijn dochters terugvindt en zijn dood gewaande echtgenote springlevend aantreft in bed met een Amerikaanse soldaat. De officiële echtscheiding volgt supersnel en de twee dochters worden moederziel alleen op ms Bossevain (sic) naar zijn ouders te Rotterdam verscheept. Na enige vruchteloze pogingen wederom iets zinnigs in Indië te herbeginnen, vertrok Rinus zelf op 3 mei 1947 met de Sloterdijk. Terug in Rotterdam komt hij boven de kruidenierszaak van zijn ouders te wonen, alwaar hij al snel nieuwe emigratieplannen maakt.
Het wordt uiteindelijk Argentinië. In de hoofdstad  Buenos Aires begrijpt Rinus dat hij in een wereldstad is beland. Honderden kilometers zuidelijker ligt Tres Arroyos. De plaats is in 1889 bevolkt geraakt met een grote groep landverhuizers uit Friesland en Groningen. Het waren werkeloze boerenknechten, die hun gereformeerde geloof en arbeidsethos meenamen naar dit katholieke land. Na een tijdje land gehuurd te hebben, verwierven de Hollanders al snel land in eigendom. De belangrijkste familie werd die van Dirk Zijlstra (Don Diego) en Adelaide Zijlstra-Pluis. In hen waren de twee oerpioniers Taeke Zijlstra uit Dokkumer Nieuwe Zijlen en Jan Pluis uit Usquert verenigd. Rondom de families ontstond een bloeiende en groeiende landbouwcoöperatie, die vrijwel geheel zelfvoorzienend was. De Hollandse calvinistische aanpak van hard werken en bedrijfsplanning op lange termijn gaf door de jaren heen voorspoed in een land dat verscheurd werd door de strijd tussen kapitalisme en socialisme. De markantste voorbeelden waren die van het Videla-regime en die van het Peronisme. Maar ook in tijden dat die 2 stromingen niet zelf aan de macht waren zag het land kans keer op keer failliet te gaan. De Hollandse kolonie groeide en werd welvarender. De komst van meester Slebos in 1939 zorgde voor het juiste cement. Hij zette een school op met internaat, waar verder werd gewerkt aan de Spaanse taal, het onderwijs en het behouden blijven van de gereformeerde achtergrond. Toen Rinus zijn dochters Ida en Miep liet overkomen was het internaat van meester Slebos de ideale plek. Rinus, getraumatiseerd door zijn ervaringen in het Jappenkamp, gedraagt zich hardvochtig en mishandelend tegenover zijn dochters. Zijn moeilijke karakter zal hem nog vaak in conflict brengen met de mensen om hem heen.
Rinus worstelde decennialang met zijn eigen zelfstandige aanpak in een verscheurd land. Hij werkte altijd hard maar het financiële systeem van het land putte hem uit. Daar waar de coöperatie bescherming bood aan haar leden in voor-en tegenspoed, streed Rinus een harde verlieslatende strijd. Hij moest na zijn 65e gewoon doorwerken, na eerder door een zakenpartner te zijn opgelicht. In 1999 wordt hij slachtoffer van een roofoverval in eigen huis en een jaar later op 17 september 2000 blaast hij zijn laatste adem uit. Hij wordt als atheïst op de Deense begraafplaats van Tres Arroyos, waar ook de Nederlanders werden begraven, uiteindelijk opgenomen in het collectief van de Hollandse gemeenschap. Zijn dochters Ida en Miep blijven ook na zijn dood ruzie maken over cremeren of begraven en er komt daardoor geen steen op zijn graf.
In de jaren daarvoor hadden de twee zussen afzonderlijk contact gezocht en gevonden met hun moeder in Nederland. Ida vindt haar halfzus Len, die vertelt ook door haar moeder in de steek te zijn gelaten. Ida woont dan al samen met een knappe Argentijn van Italiaanse komaf Daniel, die 15 jaar jonger is. Ze is sinds haar 38e honorair consul van Nederland en is in die hoedanigheid belast met de ontvangst van koningin Beatrix, Prins Willem-Alexander en prinses Maxima in Tres Arroyos. Het bezoek duurt nog geen 2 uur. Haar vader Bernhard was drie dagen gebleven in 1951. Maar Ida en Daniel mogen mee terug vliegen naar Buenos Aires. Ze genieten van de vlucht en herkennen het panorama beneden. Ida beseft dat de Hollanders van Tres Arroyos nu echt Argentijnen zijn geworden. Iedereen spreekt nu Spaans.